# Gare de Ravazd
La gare de Ravazd (en hongrois : Ravazd vasútállomás) est une halte ferroviaire hongroise, située à Ravazd.
C'est une halte voyageurs de la Magyar Államvasutak (MÁV) desservie par des trains locaux.

## Situation ferroviaire
Établie à 142 mètres d'altitude, la gare de Ravazd est située au point kilométrique (PK) 23 de la ligne 11 de Győr à Veszprém (voie unique), entre les gares ouvertes de Pannonhalma et de Tarjánpuszta.

## Service des voyageurs

### Accueil
Halte MÁV, c'est un point d'arrêt non géré (PANG) à accès libre.

### Desserte
Ravazd est desservie par des trains omnibus de la ligne 11 de la MÁV.